# Marian Kegel
Marian Kegel (25 de maio de 1945 — 19 de setembro de 1972) foi um ciclista polonês. Competiu representando seu país, Polônia, em duas provas de ciclismo de estrada nos Jogos Olímpicos de Verão de 1968.